# Parco degli Acquedotti
Il parco degli Acquedotti è un parco cittadino di Roma, situato nel Municipio VII, esteso circa 240 ettari e facente parte del Parco regionale dell'Appia antica.
Il nome deriva dalla presenza in elevato o sotterranea di sette acquedotti romani e papali che rifornivano l'antica Roma: Anio Vetus, che è il secondo acquedotto di Roma ed ha un tracciato qui in sotterraneo, Marcia, che è il primo degli acquedotti romani ad uscire su arcate, la cui acqua era considerata la più buona di Roma, Tepula, Iulia e Felice (sovrapposti), Claudio e Anio Novus (sovrapposti). In passato l'area era nota come Roma Vecchia dal nome dell'omonimo casale.
È compreso tra il quartiere Appio Claudio a nord-est, via delle Capannelle a sud-est e la linea ferroviaria Roma-Cassino-Napoli a ovest.

## Storia
La zona, destinata a verde pubblico dal piano regolatore del 1965, negli anni settanta era stata espropriata e liberata dalle baraccopoli, i cosiddetti "borghetti" che si addossavano all'acquedotto Felice e verso i quali si era impegnato don Roberto Sardelli con la "Scuola 725". Sebbene la sovrintendenza avesse provveduto ai restauri, tutto era rimasto piuttosto abbandonato e nuove costruzioni abusive sorgevano di continuo nell'area.
Nel 1986, di fronte allo stato di degrado dell'area e al rischio di speculazione edilizia, alcuni cittadini crearono il Comitato per la salvaguardia del Parco degli Acquedotti e di Roma Vecchia. Grazie anche all'appoggio di alcuni intellettuali, come Lorenzo Quilici, il comitato riuscì nel 1988 a far inserire l'area degli Acquedotti nel Parco regionale dell'Appia antica.
Gli ultimi interventi di miglioramento realizzati sono l'eliminazione dei vecchi orti abusivi, il ripristino idrico e paesaggistico della marrana dell'Acqua Mariana e il collegamento ciclo-pedonale con l'area di Tor Fiscale.
Il parco è stato utilizzato come set cinematografico per diverse produzioni, tra cui La dolce vita, Mamma Roma, Il marchese del Grillo, La grande bellezza, Totò, Peppino e la... malafemmina e le serie televisive Roma, I Cesaroni e Distretto di Polizia.

## Descrizione

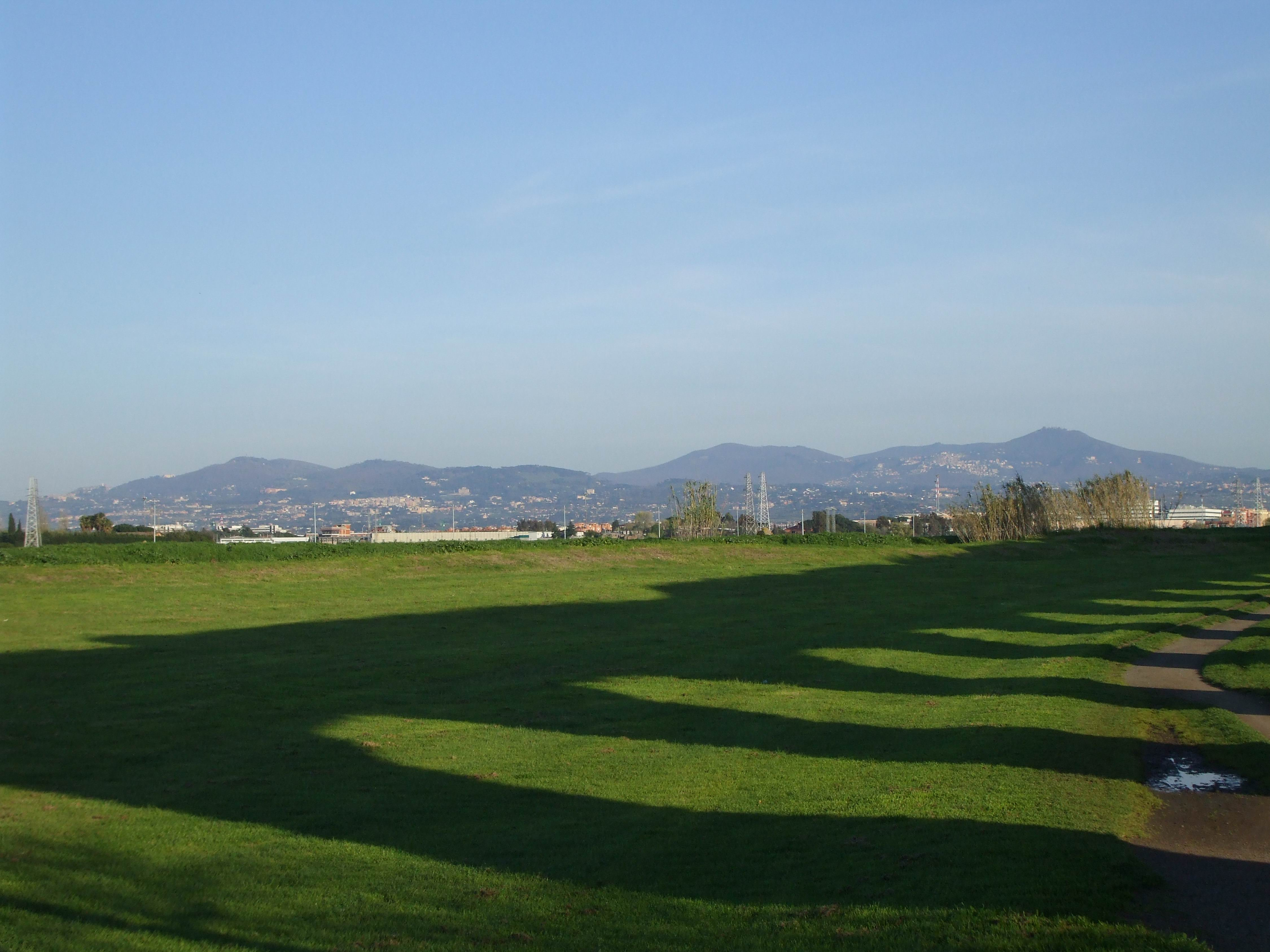
I Colli Albani visti dal parco

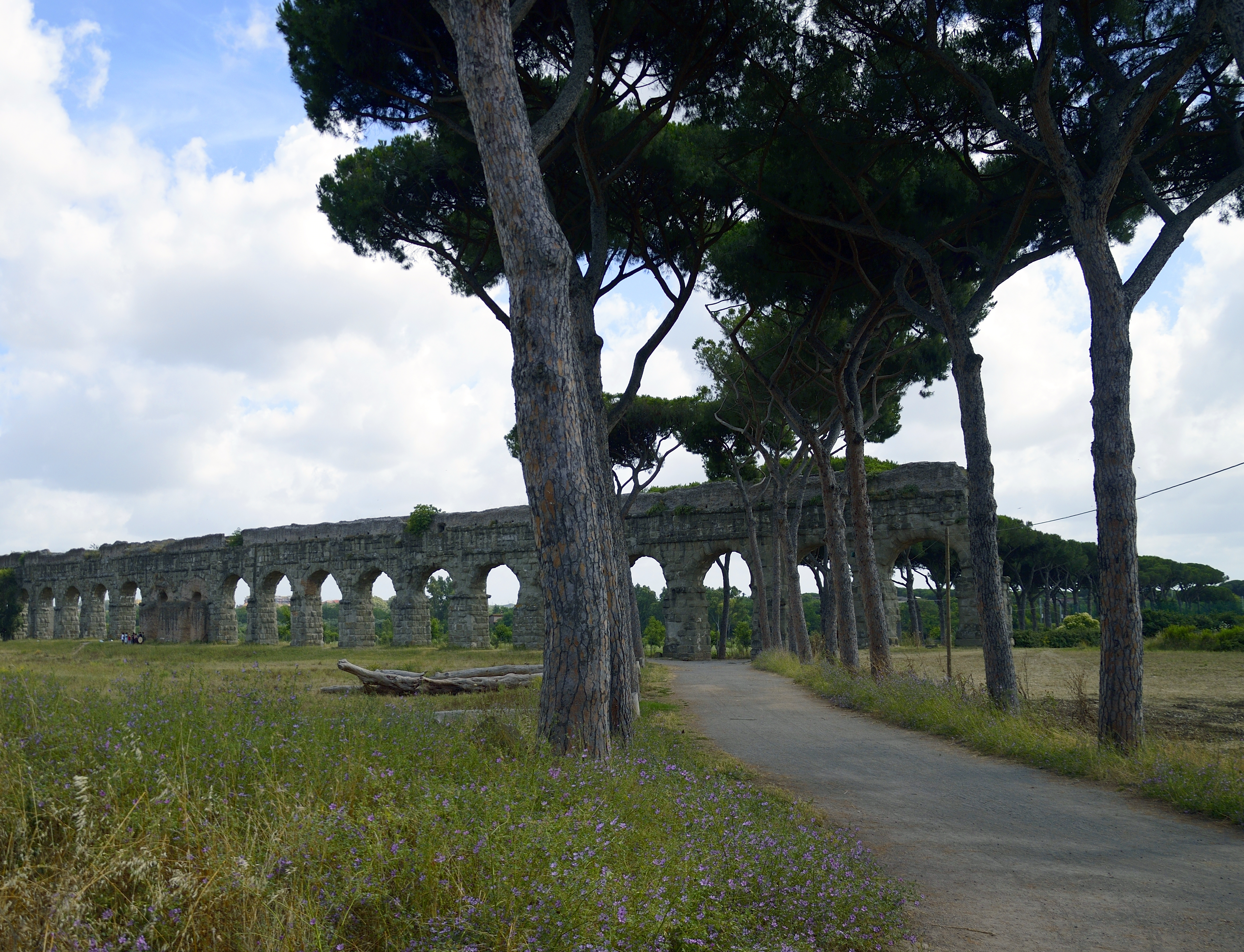
Vista interna del parco

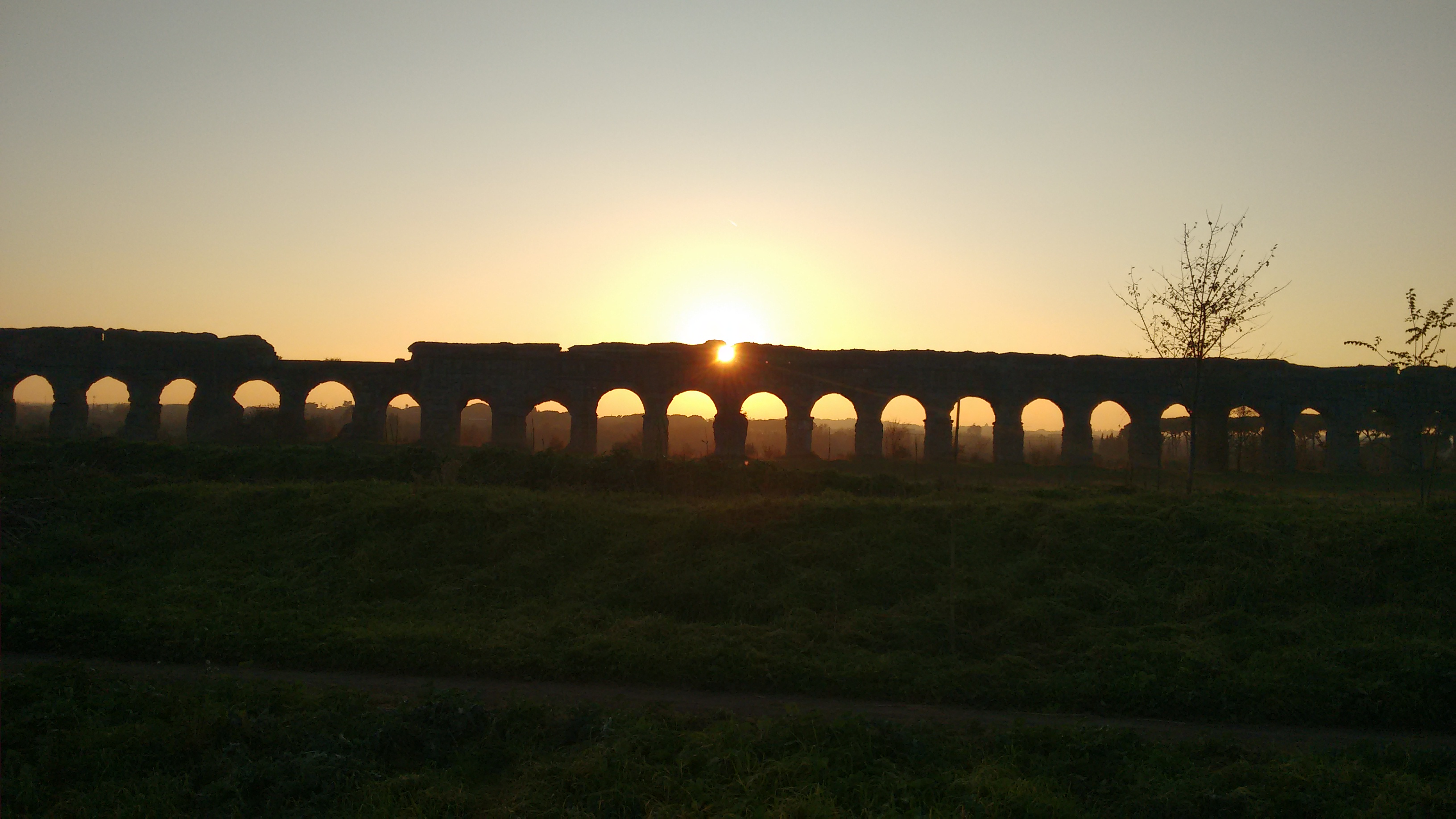
Tramonto al parco

Il parco rappresenta il residuo di un tratto di Agro Romano che originariamente si estendeva senza interruzioni fino ai Colli Albani, ed è ricco di vegetazione arborea, in particolare i pini. Comprende anche un laghetto che sgorga dall'acquedotto Felice e che dà vita a un corso d'acqua e a una cascata che ricalcano l'antica marrana dell'Acqua Mariana.
La vista dal parco spazia verso i Castelli Romani e i quartieri limitrofi, ma subisce il frequente passaggio a bassa quota di aerei in fase di atterraggio al vicino aeroporto di Ciampino. È meta frequente di visitatori e amatori, che possono godere di estesi percorsi in terra battuta per jogging e mountain bike, oltre agli impianti sportivi privati esistenti sull'area dedicati a calcio, calcetto, tennis, rugby e golf. Vi si svolgono ancora attività agricole e di allevamento.

### Luoghi di interesse
Nell'area del parco sono presenti numerosi resti archeologici, oltre alla chiesa parrocchiale di San Policarpo:
- Acquedotti Claudio e Anio Novus, su arcate sovrapposte, entrambi iniziati da Caligola nel 38 e terminati da Claudio nel 52
- Acquedotto Felice, costruito da papa Sisto V tra il 1585 e il 1590, distruggendo parte dell'acquedotto Marcio, di cui sono oggi visibili pochi resti
- Campo Barbarico, terreno compreso tra la doppia intersezione degli acquedotti Claudio e Marcio e quella più avanti in corrispondenza di Tor Fiscale, fu utilizzato nel 537-538 dal re dei Goti Vitige che assediava Roma
- Casale del Sellaretto, antica casa cantoniera lungo la ferrovia Roma-Ceprano del 1862
- Casale di Roma Vecchia, databile al XIII secolo
- Marrana dell'Acqua Mariana, fosso artificiale realizzato da papa Callisto II nel 1122
- Tomba dei Cento Scalini
- Tor Fiscale, torre medievale che sorge all'incrocio degli acquedotti Claudio e Marcio
- Via Latina, che attraversava l'area e di cui rimane un tratto di basolato, uno dei pochi tratti ancora conservati di questa antica via. Per secoli è rimasto nascosto alla vista perché utilizzato come letto del fosso dell'Acqua Mariana e poi riscoperto in epoca recente nel corso di lavori di ripulitura dello stesso.
- Villa dei Sette Bassi, la seconda più estesa del suburbio romano, attribuita a un console o un prefetto di nome Settimio Basso[8]
- Villa delle Vignacce, attribuita a Quinto Servilio Pudente, con cisterna annessa. Particolarità di questa villa è che rappresenta l'uso più antico, a noi conosciuto, dell'utilizzo della pignatta

## Collegamenti
|  | È raggiungibile dalla stazione di Capannelle. |

|  | È raggiungibile dalla stazione di Capannelle. |